# فرقة الغرباء (نابلس)
فرقة الغرباء نابلس أو فرقة الغرباء للفن والنشيد الإسلامي، فرقة  تأسست عام 1979م، وانطلقت من شوارع وأزقة مخيم بلاطة للاجئين الفلسطينيين شرق مدينة نابلس.

## تأسيسها
صاحب فكرة إنشائها هو الشهيد القائد جمال منصور والذي استشهد في عام 2001 بعد اغتياله إثر قصف عنيف قامت به الطائرات الحربية الإسرائيلية على مكتب لحركة حماس، وكان بداخله عدة أشخاص منهم أيضا الشهيد القائد جمال سليم، وبعض الصحافيين والمارة ومنهم طفلين كانا يلهوان بالقرب من المكان.

## التسمية
سميت فرقة الغرباء بهذا الاسم تيمناً بحديث النبي محمد صلى الله عليه وسلم:
روي عن أبو هريرة في  صحيح مسلم: 
| فرقة الغرباء (نابلس) | بدأَ الإسلامُ غريبًا، وسيعودُ كما بدأَ غريبًا، فطوبى للغرباءِ، حديث صحيح | فرقة الغرباء (نابلس) |

وكان من اهداف الفرقة هو إيجاد بديل قوي عن الغناء الفاحش والهابط بغناء مباح يحث على الفضيلة والاخلاق والجهاد في سبيل الله وإحياء التراث الوطني والجهادي.

## نشاطها
كانت فرقة الغرباء الفرقة الأولى من نوعها في فلسطين بشكل عام حيث كانت انطلاقتها قوية ومميزة وفريدة كانت مهمتها احياء الافراح بطريقة إسلامية بعيدة عن الفجور والخمر والاختلاط عرف فيما بعد بالعرس الإسلامي والذي أخذ في الانتشار فيما بعد بشكل قوي وحضور مميز.
تميزت فرقة الغرباء بأصوات منشديها الأوائل والذي لا زال يذكرهم الكثيرون امثال الشيخ سليم حمو والذي يشغل في الوقت الحالي المؤذن الرسمي لمحافظة نابلس في شبكة الأذان الموحد، والشيخ صالح أبو ليل وكذلك بعض الافراد الذين كانوا نواة الفن الإسلامي في فلسطين وكانوا أيضا الجيل والرعيل الأول للغرباء.
وفي جيل الغرباء الثاني تميزت بدخول أصوات جديدة والذين أحيوا بدورهم العديد من الاغاني الثورية الفلسطينية بكلمات إسلامية وثورية لاقت الكثير من إعجاب الجماهير الفلسطينية والتي تفاعلت كثيرا مع إصدار الغرباء الثاني والذي ساهم كثيرا في انطلاق الانتفاضة الفلسطينية الأولى عام 1987 بشهادة الكثيرين ولا سيما انشودة قسما بالله الجبار والتي كانت تصدح بها مكبرات الصوت في المساجد في الايام الأولى للانتفاضة الأولى من معظم فصائل المقاومة الفلسطينية.
وتميزت أيضا المرحلة الثانية للغرباء بإدخال التراث الفلسطيني على مسار النشيد الإسلامي بأشكاله المختلفة مثل العتابا والزجليات المختلفة.
تعرض معظم جيل الفرقة الثاني للكثير من العراقيل ولا سيما الاعتقال المستمر من قبل قوات الاحتلال الإسرائيلي ومع ذلك لم تتوقف كثيرا فرقة الغرباء رغم كل الظروف الصعبة التي مرت بها الأراضي الفلسطينية المحتلة آنذاك.
ومع بداية التسعينات من القرن الماضي انطلق الجيل الثالث لفرقة الغرباء بانضمام المزيد من الافراد المميزين بأصواتهم وفنهم إلى صفوف الفرقة وكان الطاقم الجديد خليط من الجيل الثاني والجيل الثالث الجديد وقد تميز في هذه المرحلة الأفراد الجدد الذين تميزوا بأصوات ندية وطموح كبير قاد الفرقة ولا يزال يقودها حتى وقتنا هذا وتميزت فترتهم بإنتاج مميز وكبير مقارنة بالمراحل السابقة ومن الاصوات التي ظهرت في هذه المرحلة المنشد فراس طه والمنشد الشهيد محمد طه والمنشد أيمن طه والمنشد اشرف طه والمنشد علام عدوي بالإضافة إلى الافراد القدامى المنشد معتصم منصور شقيق الشهيد المؤسس جمال منصور والمنشد خليل أبو مريم والمنشد إبراهيم النوري
نقل الجيل الثالث الفرقة نقلة نوعية من حيث الإنتاج والتطوير في كل ما يختص بالنشيد والتأليف والتلحين والادوات اللازمة ميدانيا، استطاع الجيل الثالث إصدار ثمانية إصدارات متتالية رغم كل الصعوبات والإمكانات المعدومة والمضايقات والعراقيل والاعتقال المستمر وكانت الاصدارت هذه مع بداية التسعينات وحتى يومنا هذا على النحو التالي:
- البوم مرج الزهور: وكان في فترة إبعاد قوات الاحتلال لمجموعة كبيرة من قادة الشعب الفلسطيني إلى جنوب لبنان في بداية التسعينات.
- من جرحك نصنع أغنية: كان بعد الكارثة التي حلت بفرقة الغرباء والتي تمثلت باستشهاد شبلها المميز ومنشدها المتألق والذي احبه كل من سمعه ورآه وهو الشهيد محمد طه فكان الإصدار إهداء وتكريما لذكرى استشهاده وكان بعنوان من جرحك نصنع أغنية
- الالبومات التالية كانت متنوعة وكانت في غالبها تتحدث عن الشهداء والانتفاضة والقادة المميزون.

مع بداية عام الالفين ومع دخول الانتفاضة الثانية كان الالبوم الذي سحر الساحة الفنية الفلسطينية وكان من أكثر الاصدارات الفلسطينية مبيعا ورواجا وهو إصدار:
- استشهاديون.

وكان بعدها إصدار آخر تحدث عن الشهداء وكان بمناسبة استشهاد الشيخ أحمد ياسين والشهيد عبد العزيز الرنتيسي بعنوان:
- يوم الشهادة.
- ترانيم النصر

هذا الشريط تم تسجيله خصيصا للانتخابات التشريعية الفلسطينية عام 2006 وتخلله اناشيد تساند كتلة التغيير والإصلاح.
وكان آخر هذه الاصدارات المميزة بعنوان:
- لحن الوداع.

وكان للفرقة أيضا عدة إصدارات مميزة ومتفرقة في كثير من البرامج الوثائقية والتقارير واناشيد متفرقة عن بعض الشهداء من مختلف فصائل المقاومة.

## مشاركات الفرقة
شاركت الفرقة في العديد من الفعاليات المختلفة في الساحة الفلسطينية شعبيا ورسميا والعديد من المهرجانات الفنية المحلية 
استطاعت فرقة الغرباء اكتساح المركز الأول في كافة المهرجانات الفنية التي شاركت فيها ولا سيما مهرجان الفن الإسلامي والذي كان يقام سنويا في جامعة النجاح الوطنية في مدينة نابلس.
تميزت هذه المرحلة من تاريخ فرقة الغرباء بقدرة افرادها على التعامل مع التطور الحاصل في مجال النشيد الإسلامي وذلك بطرق أبواب الإنتاج الفني المرئي والمسموع والالحان الذي تميز به منشد الفرقة اشرف طه.
تعتبر فرقة الغرباء الفرقة الأكثر صموداً والأطول عمرا حتى الآن رغم ما مر بها من ظروف قاهرة وقاسية كانت كفيلة بتحطيم أي تجمع في فترة قصيرة من الزمن ويعود الفضل بعد الله لافراد هذه الفرقة ونفسهم الطويل وقدرتهم على تحدي المستحيلات وطموحهم المنقطع النظير.

## الأعمال الفنية
لها الكثير من الأناشيد الإسلامية والوطنية ومنها:
1. قسما بالله الجبار.
2. شد حزامك يا استشهادي.
3. وصل سلامات
4. انصر حبيب الله
5. ابكي بكاي
6. رفيقي محمد
7. هي يالنشامى
8. هنا بدأ الوداع
9. اتحدى
10. خلف الاسر
11. يا رفاقي
12. امزج دموعك
13. الله معاك ياسيد هنية
14. زمجر بصوتك
15. شهدا ارتقو
16. عالي الجبين
17. شعارنا
18. يا فلسطينية
19. انا الشهيد الحي
20. اقنص معي ياذيب
21. يوم الشهادة
22. هيدالو
23. شد الايد
24. غرباء
25. يا مطارد
26. الله معانا
27. استشهاديون
28. رايات الفوز
29. راية فوزك
30. صوت للإصلاح
31. إسلامية
32. لكتب اسمك
33. وصية شهيد
34. من جرحك تصنع أغنية
35. اذن فجر النصر
36. غني يارشاش
37. يا شهيدا
38. قومي يا ارض
39. أسرانا يا مجد مسطر
40. من بين العتمة: حازت على المركز الثالث في مهرجان الحرية للاسرى 2010
41. نغزوهم ولا يغزوننا (2014)[1]

## روابط خارجية
- صفحة فرقة الغرباء على الفيسبوك
- أشرطة فرقة الغرباء على موقع النصيرات